# Rallentatore
Il rallentatore o ralenti (dal francese "rallentato"; talvolta erroneamente anglicizzato in rallenty, nonostante il termine corretto in inglese sia slow-motion) è un effetto cinematografico in cui un movimento è riprodotto a una velocità più lenta del reale. Questa tecnica cinematografica può essere premeditata oppure aggiunta nel montaggio. Fu inventata dal Padre August Musger nel 1904. Prende il nome dal dispositivo montato sulla macchina da presa per accelerare sensibilmente il movimento della pellicola.

## Tecnica cinematografica
Se l'utilizzo del rallentatore è premeditato, ossia se viene previsto prima delle riprese e non in sede di montaggio, questa tecnica può essere affinata utilizzando macchine da presa con prestazioni differenti da quelle classiche a 24 fotogrammi al secondo; vengono infatti frequentemente utilizzate macchine da presa in grado di fissare una quantità maggiore di frame al secondo (dette "High Speed camera"), così da rendere l'effetto più preciso e senza salti di tempo, o "scatti". Per esempio, una ripresa a 1000 fps ridistribuita a 24 fps, rende il movimento 43 volte più lento del normale. Come termine di paragone, la classica scena hollywoodiana del salto con dietro un'automobile che esplode è ripresa a 250-500 fps.
Se il rallentamento è aggiunto in fase di montaggio, invece, i 24 fotogrammi per secondo vengono "ridistribuiti" in un periodo di tempo maggiore, facendo perdere l'effetto ottico che ci fa apparire il movimento fluido.

## Tecnica digitale
Grazie all'avvento dei computer e della digitalizzazione delle immagini, questa tecnica è diventata più semplice. Nel caso di un'animazione digitale è possibile effettuare rendering con velocità arbitraria, mentre le videocamere ad alta velocità professionali sono ormai capaci di riprendere svariate migliaia di fotogrammi al secondo (fps).